# 可避免的戰爭
《可避免的戰爭：美國與習近平治理下的中國》是澳大利亚前总理陆克文阁下的一部非虚构类书籍。

## 概述与内容
在该书的17个章节中，作者探讨了美中关系以及如何处理这两个大国之间的竞争，以避免可能带来灾难性后果的冲突。

## 反响
作为《金融时报》的书评，詹姆斯·克拉布特里写道：“陆克文的书对中国的动机进行了丰富而现实的描绘，并对一个正处于可能比俄罗斯近期入侵乌克兰更具毁灭性冲突边缘的世界发出了严厉警告。他的论点包含了悲观与乐观之间引人入胜的平衡。一方面，超级大国之间的竞争是不可避免的。陆克文勾勒了台湾问题上10种可能的情景，其中一半以军事对抗告终。”
澳大利亚战略政策研究所的托马斯·威尔金斯在为日本笹川和平财团撰写文章时道：“陆克文通过对习近平政权世界观的系统分析，以及这种世界观将如何与美国战略利益产生冲突，阐明了他认为危险加剧的原因。在本书中，他提供了对这种世界观的合理论证和深刻分析，基于他对中国的熟悉和丰富的外交经验（这一点常被他提及），提供了宝贵的见解。”
澳大利亚海军学会的蒂姆·科伊尔在其书评中写道：“陆克文的这本书是为美国读者撰写的；然而，它同样适用于区域内和区域外国家，因为美中之间的任何战争都将对世界造成灾难性的影响。”